# Aloe mccoyi
Aloe mccoyi là một loài thực vật có hoa trong họ Măng tây. Loài này được Lavranos & Mies mô tả khoa học đầu tiên năm 2001.